# Adatintegritás
Az informatikában és a telekommunikációban, az adatintegritás kifejezés a következőket jelenti:
1. Annak a feltételnek a megléte, hogy az adat helyes, és semmiféle művelet, mint például adatátvitel, tárolás, visszaállítás nem károsította meg az eredeti adatot.
2. Az adat helyesen áll rendelkezésre a kezelés számára.
3. Meghatározott műveletek szempontjából alapvető adat minőségi elvárás.

Más szempontok alapján az adat integritás biztosíték arra nézve, hogy az adathoz csak felhatalmazott, jogosult fér hozzá, vagy módosíthatja.
A kriptográfiánál és az informatikai biztonságnál az integritás az adat megbízhatóságára vonatkozik. Az integritás valójában azt jelenti, hogy az adat nem módosulhat két ok miatt:
- Rosszindulat miatti módosulás:
  - Támadó általi
  - Helytelen kezelés miatt
- Üzemzavar miatti módosulás:
  - átviteli hibák
  - Merevlemez sérülés

A relációs adatbázisok esetében az adat integritás azt jelenti, hogy az adatbázis (és a benne tárolt adatok) megfelelőek a következő három szempont alapján:
1. Naprakészség
2. Megbízhatóság
3. Érvényesség